# Louise Ford
Louise Ford est une comédienne et actrice britannique née le 21 mai 1982 à Kent, Angleterre, Royaume-Uni.

## Biographie
Elle a joué des rôles de premier plan dans des comédies télévisées telles que Crashing (2016) et The Windsors (2016-2018), ou elle a interprété une version fictive de Kate Middleton.
Elle est également apparue dans Horrible Histories (en 2015). Elle s'est produite au Edinburgh Festival Fringe en partenariat avec Yasmine Akram et avec Cariad Lloyd.
Le comédien Rowan Atkinson est son compagnon, le couple ayant une fille nommée Isla. Elle avait autrefois une relation avec le comédien James Acaster.

## Filmographie
- 2012 : Fast Girls

## Télévision
- 2015 : Horrible Histories
- 2016 : Crashing
- 2016 - 2018 : The Windsors